# Leggenda sulle coincidenze Lincoln-Kennedy
Le coincidenze tra Abraham Lincoln e John F. Kennedy sono una serie di concomitanze (alcune reali, altre tramandate dal folclore popolare) che legherebbe gli omicidi dei presidenti degli Stati Uniti Abramo Lincoln e John Fitzgerald Kennedy.
Diffusesi negli anni sessanta del XX secolo poco dopo l'assassinio di Kennedy, si tratta di una serie di elementi comuni tra i due che sembrerebbero sorprendenti ma che sono spiegabili semplicemente come dovuti al caso.

## Storia
Negli Stati Uniti esiste una florida tradizione popolare nel ricercare coincidenze su vari eventi storici o di costume, spesso di matrice "complottista" (come, ad esempio, la leggenda della morte di Paul McCartney o la maledizione del Club 27).
La lista di coincidenze, di autore ignoto, apparve nella stampa mainstream statunitense nell'agosto 1964 e nello stesso periodo una lista simile fu pubblicata nel G.O.P. Congressional Committee Newsletter (un bollettino del Partito Repubblicano).
In Italia una delle prime pubblicazioni di questa credenza popolare statunitense fu riportata dalla rivista Storia Illustrata, che gli dedicò un trafiletto.

## Gli argomenti e le altre credenze popolari

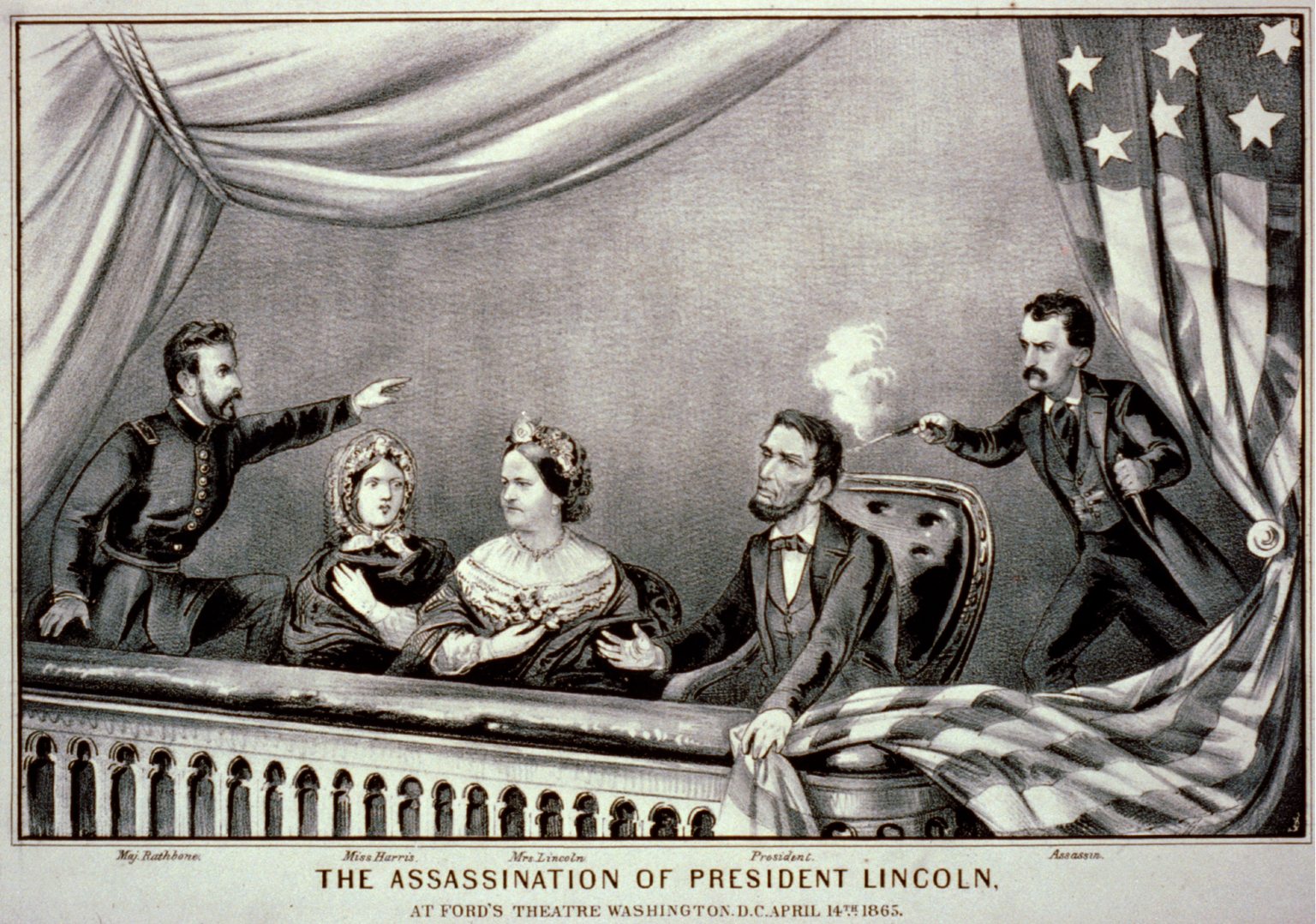
L'assassinio di Abraham Lincoln (1865). Da sinistra e destra: Henry Rathbone, Clara Harris, Mary Todd Lincoln, Abraham Lincoln e John Wilkes Booth.

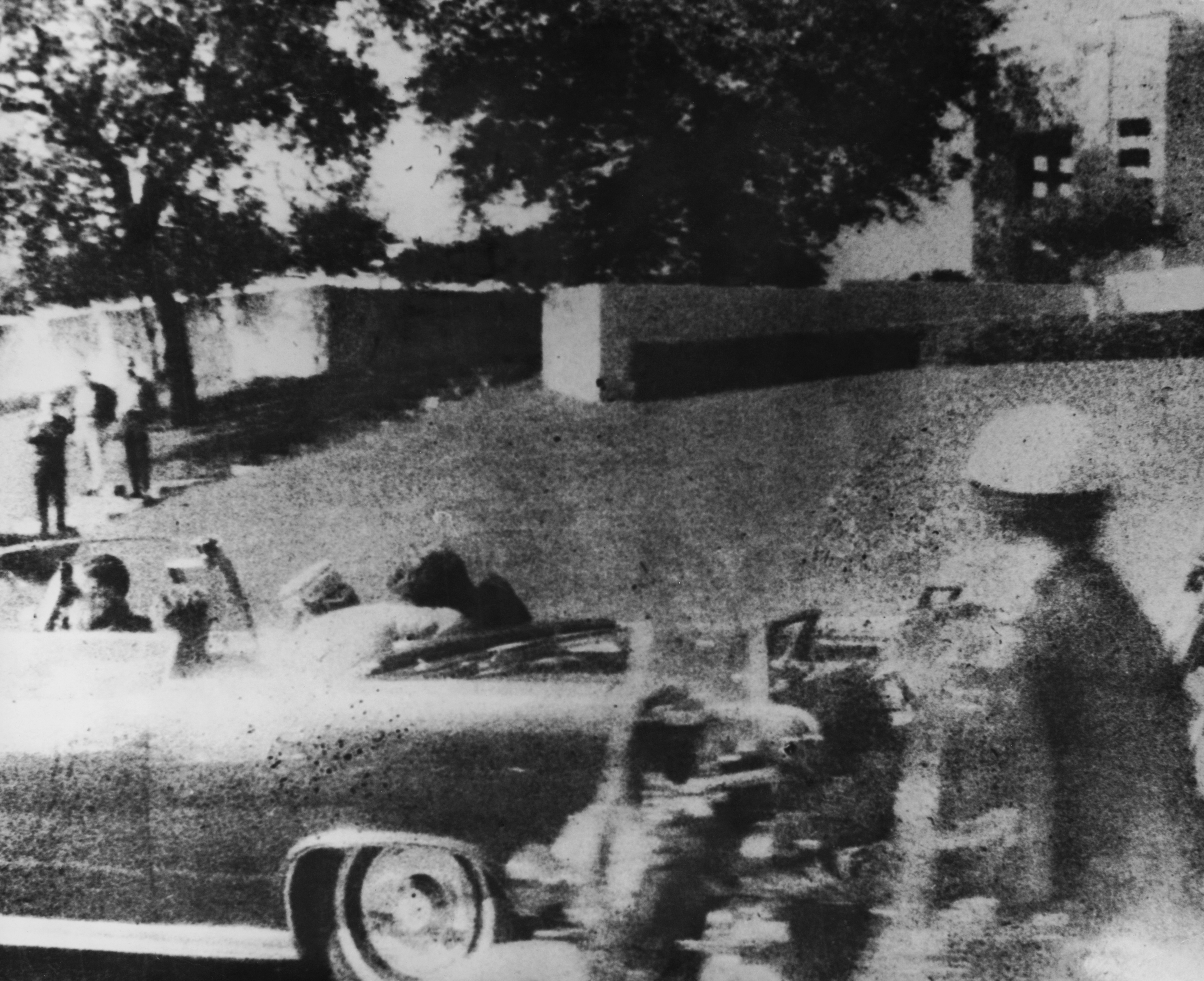
L'assassinio di John F. Kennedy (1963)

La serie di concomitanze che, secondo il mito popolare, legherebbe le morti dei due presidenti statunitensi è, in ultima analisi, un lungo elenco di fatti non sempre verificabile né totalmente esatto. Tralasciando quanto affermato dalle correnti occultiste e spiritiste che vedono in Kennedy la reincarnazione di Lincoln, questa serie di coincidenze viene spesso citata non soltanto da riviste di gossip, ma anche da pubblicazioni che si dedicano alla numerologia, alla storia o specificatamente al tema delle coincidenze. L'elenco subisce variazioni nel tempo e a seconda della fonte considerata, spesso introducendo imprecisioni che si affiancano alle coincidenze basate su fonti più oggettive.
Non sono mancati spesso errori facilmente verificabili: alcune fonti sostengono che Lincoln e Kennedy siano morti lo stesso giorno della settimana, o sbagliano il giorno in cui furono feriti (alcune varianti citano il mercoledì), altre che entrambi ebbero figli durante il loro mandato alla Casa Bianca, altre, ancora, che gli assassini nacquero a cento anni di distanza (in realtà tali anni sono 101).
Con lo sviluppo di internet si sono aggiunte sempre più coincidenze e analogie alle liste originali degli anni sessanta: Death.com, un sito americano dedicato al paranormale, ne propone più di 200.

### Coincidenze inerenti alla vita privata
- Entrambi avevano un cognome di sette lettere.
- Entrambi avevano ricevuto lo stesso nome del loro nonno: Abraham Lincoln e John Francis Fitzgerald.
- Entrambi erano secondogeniti della propria famiglia: i primogeniti erano, rispettivamente, Sarah Lincoln Grigsby e Joseph Patrick Kennedy Jr..
- Entrambi avevano combattuto in guerra: la guerra di Falco Nero e la seconda guerra mondiale.
- Entrambi persero un figlio durante la permanenza alla Casa Bianca: William Wallace Lincoln (1850-62) e Patrick Bouvier Kennedy (1963).
- Entrambi, al momento della morte, avevano avuto quattro figli, di cui solo due ancora in vita.

### Coincidenze inerenti alla carriera politica
- Entrambi furono eletti per la prima volta al Congresso nel '46 del proprio secolo.
- Entrambi furono possibili candidati alla nomina di vicepresidente nelle elezioni del '56 del proprio secolo. In entrambi i casi il partito che non li aveva candidati perse le elezioni.
- Entrambi vennero eletti nel novembre del '60 del proprio secolo.
- Entrambi erano impegnati a difendere i diritti della popolazione di colore: in relazione alla schiavitù (Lincoln) e ai diritti civili (Kennedy).
- Entrambi ebbero un vicepresidente per successore che si chiamava Johnson (uno dei cognomi più diffusi nel mondo anglofono[17]), proveniente da uno Stato del Sud: Andrew Johnson (Carolina del Nord) - per Lincoln - che era nato nel 1808 e Lyndon Johnson (Texas) - per Kennedy - che era nato nel 1908, a cento anni di distanza; entrambi i Johnson smisero di essere presidenti all'età di sessanta anni, entrambi non affrontarono una campagna elettorale per avere un altro mandato, trovandosi l'immagine appannata rispettivamente Andrew Johnson da una procedura di impeachment e Lyndon Johnson dal coinvolgimento nella guerra del Vietnam.

### Coincidenze inerenti all'omicidio
- Entrambi furono colpiti di venerdì (14 aprile 1865 e 22 novembre 1963). Non morirono tuttavia lo stesso giorno perché Lincoln fu colpito di sera e morì il giorno successivo.
- Entrambi furono uccisi con un colpo alla testa.
- Entrambi al momento della morte avevano accanto la moglie, che restò illesa.
- Entrambi erano accompagnati da una coppia: il maggiore Henry Rathbone e la sua fidanzata Clara Harris, e il governatore del Texas John Connally e sua moglie Nellie Connally. In entrambi i casi l'uomo accanto al presidente rimase ferito.
- Kennedy fu assassinato mentre viaggiava su una limousine Lincoln Continental, fabbricata dalla Ford; il Teatro Ford è il luogo in cui Lincoln fu ucciso.
- Entrambi gli attentatori (John Wilkes Booth e Lee Harvey Oswald) avevano 3 nomi per un totale di 15 lettere.
- Entrambi gli attentatori erano nati nello Stato confinante a est di quello in cui fu compiuto l'assassinio: Maryland (rispetto al Distretto di Columbia) e Louisiana (rispetto al Texas).
- Entrambi gli attentatori si sentivano estranei in patria: Booth viveva nel Maryland unionista, ma parteggiava per i confederati. Oswald viveva negli Stati Uniti durante la guerra fredda, ma aveva simpatie comuniste.
- Entrambi gli assassini morirono prima di esser processati e in circostanze mai chiarite.
- Entrambi gli assassini morirono attorno alla stessa ora della propria vittima: Booth al mattino presto e Oswald all'una del pomeriggio.
- Entrambi gli assassini morirono per ferite da arma da fuoco.

### Altre coincidenze non verificabili o dimostratesi erronee
- Le date di nascita dei due assassini erano riportate essere a distanza di cento anni nelle prime versioni, ma in seguito fu provato che Booth era nato nel 1838 e non nel 1839 come alcuni credevano.
- Booth uccise Lincoln in un teatro e andò a nascondersi in un magazzino (in realtà alcune fonti riportano un fienile). Oswald sparò da un magazzino (di libri) e corse a nascondersi in un teatro (cinema).
- Lincoln sarebbe stato avvertito da un poliziotto di nome Kennedy di non andare al Ford's Theatre di Washington, dove fu ucciso; Kennedy sarebbe stato avvertito dalla segretaria personale Evelyn Maurine Norton Lincoln di non andare a Dallas dove venne assassinato. Questo punto viene spesso riportato anche immaginando che i due avessero ognuno un segretario con il cognome dell'altro: in realtà i segretari di Lincoln si chiamavano John Hay e John George Nicolay.
- Viene spesso presentata, in modo ironico e volgare, la coincidenza che una settimana prima della morte Lincoln si era recato nella cittadina fittizia di Monroe, in Maryland, mentre Kennedy era l'amante di Marilyn Monroe. Tale coincidenza non tiene conto che la Monroe era morta un anno prima.[18]

## Le analisi degli studiosi

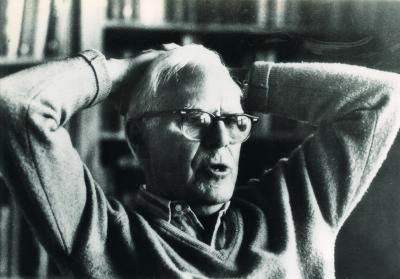
Martin Gardner

Già nel 1964 Martin Gardner, nella famosa rubrica che scriveva su Scientific American, oltre a "depurare" buona parte della lista che circolava allora (ne venne riportata una versione in sedici punti), aveva dimostrato che non è poi così difficile trovare delle coincidenze tra due fatti scelti casualmente, senza che in tutto questo ci debba necessariamente essere qualcosa di misterioso. L'articolo fu poi ripreso e ampliato in un capitolo del suo libro The Magic Numbers of Dr. Matrix (1985). Una confutazione più recente è disponibile on-line sul sito Snopes.com.
Queste analogie sono il prodotto di due fattori:
1. la legge dei grandi numeri:[21] in base a questa è possibile ritrovare numerose coincidenze anche tra due personaggi storici presi a caso (ad esempio tra Attila e il presidente degli Stati Uniti Harry Truman).[22]
2. la selezione delle informazioni. In altri termini si sceglie (inconsciamente o volutamente) di dare rilievo a quanto vi è di simile, tralasciando quello che invece è differente. Fra le differenze più semplici che si ignorano vi sono la data (giorno e mese differenti: 15 aprile e 22 novembre) oppure i nomi o le età delle persone coinvolte (Mary Todd Lincoln aveva 47 anni, Jacqueline Kennedy solo 34).

## Nella letteratura
Nel 1992 lo Skeptical Inquirer propose ai suoi lettori una «sfida di coincidenze bizzarre fra i presidenti». Uno dei vincitori produsse sedici coincidenze fra Kennedy e Álvaro Obregón, un presidente messicano. Un altro produsse delle serie di coincidenze fra varie coppie di presidenti americani.
Jonathan C. Smith, autore nel 2009 del libro Pseudoscience and Extraordinary Claims of the Paranormal: A Critical Thinker, ha mostrato il carattere aleatorio e non significativo di queste "coincidenze" mostrandone un numero comparabile fra altri due presidenti assassinati: William McKinley e James Abram Garfield: per esempio entrambi erano repubblicani, nati nell'Ohio, e morirono nel mese di settembre nel primo anno del loro mandato.